# Морозевич, Иосиф Августинович
Иосиф Августинович Морозевич (Юзеф Морозевич; 27 марта 1865, Женджяны, Подляское воеводство — 12 июня 1941, Варшава, Генерал-губернаторство) — русский и польский учёный-геолог, минералог, петрограф и геолог. Исследователь синтеза минералов горных пород, организатор геологической науки в Польше.

## Биография
Родился 27 марта 1865 года в местечке Женджяны, Российская империя.
Окончил школу в Ломже (1874—1884).
В 1885—1889 году учился и окончил естественное отделение физико-математического факультета Варшавского университета. После окончания остался при университете как хранитель Минералогического музея. 
В 1889—1893 годах — стипендиат для подготовки к профессорскому званию. В это время Морозевич занимается геологическими исследованиями на Волыни и в Малых Карпатах и Татрах, результаты которых опубликовал в работах.
В 1895 году участвовал в экспедиции Ф. Н. Чернышова (на то время вице-директора Геологического Комитета в Санкт-Петербурге) на Новую Землю, отчет о работе в которой Морозевич напечатал в 1896 году.
Магистерская диссертация : «Опыты над образованием минералов в магме» (1897).
С мая 1897 года магистр геологии Морозевич работал в Геологическом Комитете в Санкт-Петербурге на должности геолога, куда его пригласил Ф. Н. Чернышов. Работа в Геологическом Комитете давала возможность молодому и способному геологу перспективу геологических исследований на бескрайних просторах царской России. В этот период своей деятельности Юзеф Морозевич принимает активное участие во многих исследовательских экспедициях на Урал, Командорские острова, а также ведет исследования в Малороссии.
В 1902 году Морозевича избирают членом-корреспондентом Краковской академии наук.
В 1903 году по поручению Горного департамента он возглавил экспедицию на Командорские острова. Результаты экспедиции легли в основу двух научных трудов Ю. Морозевича — монографии "Остров Медный (1912 г.) и «Komandory» (1925 г., Варшава, на польском языке).
В 1919 году постановлением Сейма Речи Посполитой поставь Государственный Геологический Институт (Państwowy Instytut Geologiczny), организованный и управляемый Ю. Морозевичем. Ю. Морозевич был его директором с 1920 до 1937 г.
Был доктором хонорис кауза Ягеллонского университета (1910), Варшавской политехники (1930), членом Польской академии и Варшавского научного общества, членом Румынской академии наук, награждён как польскими орденами, так и зарубежными наградами. Юзеф Морозевич является основателем и создателем «краковской петрографической школы».
Скончался 12 июня 1941 года во время оккупации Польши. Похоронен на Повонзковском кладбище (сmentarz Powązkowski).

## Публикации
Основные работы:

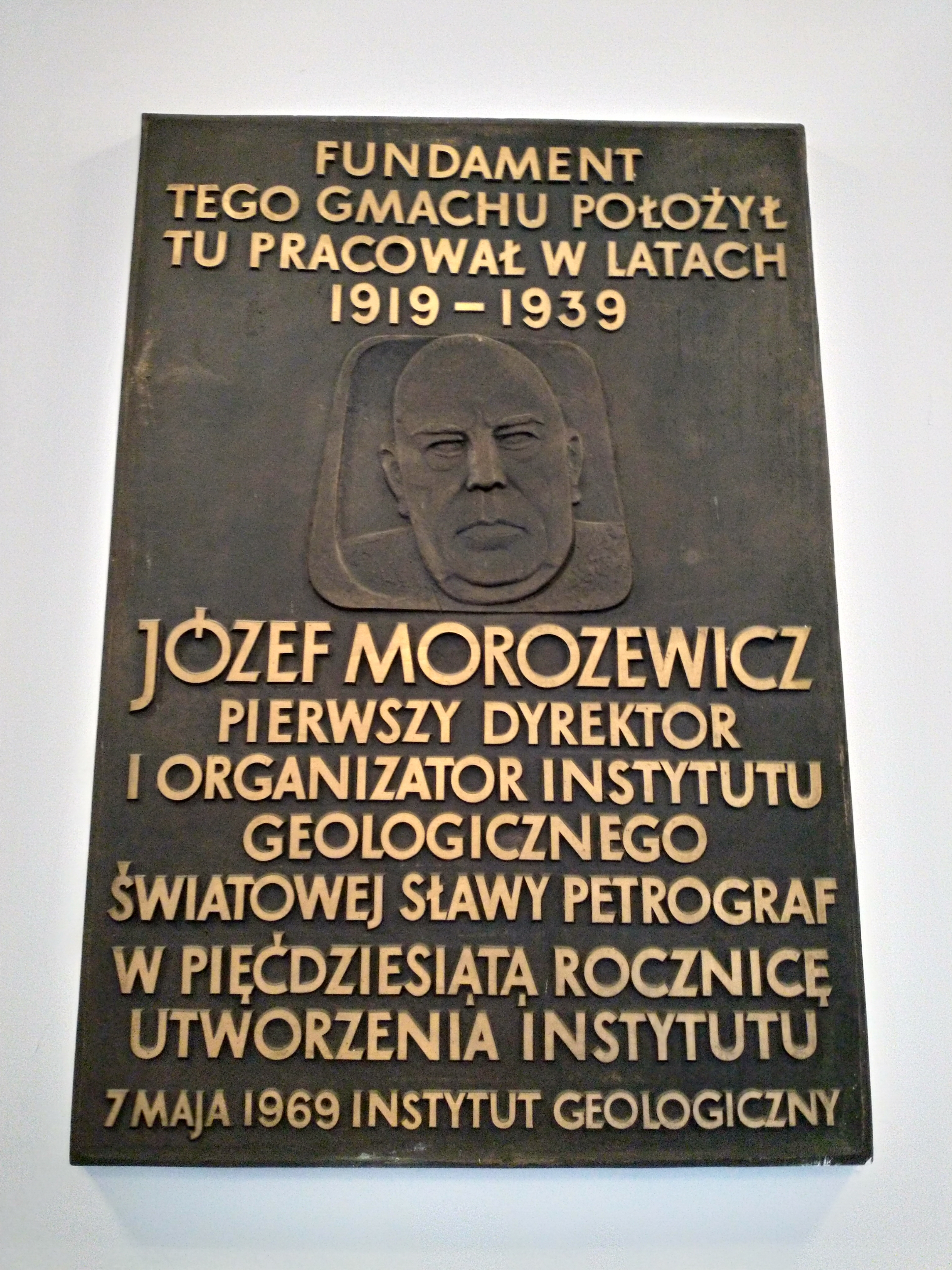
Мемориальная доска

- «Opis mikroskopowo-petrograficzny skał wybuchowych Wołyńskich i granitów tatrzańskich» («Pam. fizyogr.», IX, Варшава, 1889);
- «Przyczynki do petrografii Krajowej» (ib., X, 1890);
- «К петрографии Волыни» (Варшава, 1893);
- «Über die Bildung der Minerale im Magma» («Tschermak’s Mineralog. u. Petrogr. Mitth.», т. XVIII, 1898);
- «Гора магнитная и её ближайшие окрестности» («Труды Геологического Комитета», 1901);
- «О bekelicie, cero-lantano dydymokrzemiami wapnia» («Rozpzawy Krak. Acad. Um.», 1904) и другие.
- Autobiografię Życie Polaka w zaborach i odzyskanej ojczyźnie (1865—1937). 1938.
- Mariupolite i jego krewniaki // Travaux du Service Géologique de Pologne.- Warszawa.- 1929.- Vol.II.- L. 3.

Переводы:
- «Mineralogii» K. F. Petersa (1894), позднее — «Geografii fizycznej» A. Geikiego (1896),
- «Podręcznika mineralogii» G. Tschermaka, «Dzieje Ziemi» M. Neumayra.
- «Zasad nauki o skałach» H. Rosenbuscha i A. Osanna (классический учебник петрографии для университетов).
- Морозевич Ю. А. Геологические исследования, произведенные в Мариупольском уезде летом 1898 г. / Известия Геологического Комитета // СПб.- 1898.- Т. XVII, № 6.- С. 287—295.
- Морозевич Ю. А. Геологические наблюдения, произведенные в Бердянском уезде летом 1899 г. // Известия Геологического Комитета.- 1899.- Т. XVIII, № 8.- С. 371—382.

## Награды
- Золотая медаль Варшавского университета — за исследование горных пород Волыни.
- Орден Возрождения Польши.
- Крест Заслуги (Польша).